# Хуродзе, Рамаз Адольфович
Рамаз Адольфович Хуродзе (груз. რამაზ ადოლფოვიჩ ხუროძე; род. 9 ноября 1944) — советский и грузинский инженер-технолог, доктор технических наук, профессор, академик Академии наук Грузии (2019; член-корреспондент с 2001). Ректор Грузинского технического университета (1994—2007). Лауреат Государственной премии Грузии в области науки и техники (1997).

## Биография
Родился 9 ноября 1944 года в Тбилиси, Грузинской ССР.
С 1961 по 1966 год обучался на факультете автоматики и телемеханики Грузинского политехнического института. С 1972 по 1975 год обучался в аспирантуре Института проблем управления имени В. А. Трапезникова АН СССР.
С 1967 по 1981 год на научно-исследовательской работе в Институте управления АН ГрузССР в должностях: младший научный сотрудник, старший научный сотрудник,  главный научный сотрудник и заведующий кафедрой системы управления. Одновременно с 1972 по 1981 год — учёный секретарь Комиссии по вычислительной технике при Президиуме Академии наук Грузинской ССР и с 1981 по 1982 год — 
руководитель отдела автоматизации Института научной экспертизы системы управления.
С 1982 по 1987 год  работал в аппарате ЦК Компартии Грузии в должностях: инструктор секции Отдела науки и учебных заведений, с 1986 по 1987 год — руководитель этого отдела. С 1987 по 1988 год — первый заместитель министра
высшего и средне-специального образования Грузинской ССР, и с 1988 по 1991 год — заместитель министра образования Грузинской ССР. С 1991 года — профессор, с 1994 по 2007 год — ректор  Грузинского технического университета. С 2019 года — академик-секретарь Академии наук Грузии.

### Научно-педагогическая деятельность и вклад в науку
Основная научно-педагогическая деятельность Р. А. Хуродзе была связана с вопросами в области математического моделирования потребностями и системы массового обслуживания, управления и планирования.  Р. А. Хуродзе являлся почётным профессором Ереванского государственного университета архитектуры и строительства (с 2006), действительным членом — Международной академии информатизации (с 1993), Инженерной академии Грузии (с 1994), Международной инженерной академии (с 1995), РАЕН (с 2002). 
В 1975 году защитил кандидатскую диссертацию по теме: «Исследование и разработка принципов построения магнитных адаптивных элементов на ферритовых трансфлюксорах и их применение», в 1997 году защитил докторскую диссертацию на соискание учёной степени доктор технических наук по теме: «Когомология со значениями в полугруппах». В 1993 году ему присвоено учёное звание профессор. В 2001 году был избран член-корреспондентом, а в 2019 году — действительным членом НАН Грузии. Р. А. Хуродзе  было написано более ста научных работ, в том числе пятнадцати монографии, на различных языках мира.

## Награды
- Государственная премия Грузии в области науки и техники (1997)[1]